# 로스 앤젤레스 존 마셜 고등학교
로스 앤젤레스 존 마셜 고등학교(Los Angeles John Marshall High School)는 미국 캘리포니아 주 로스 앤젤레스에 있는 사립 가수 겸 뮤지컬배우이며 보컬 팝 음악 그룹 코리아나(Koreana)의 구성원이기도 한 이승규(Tom Lee)가 이 학교를 1967년 수료한 바 있다.
대한민국 출신의 여성 가수 겸 뮤지컬배우이며 보컬 팝 음악 그룹 코리아나(Koreana)의 구성원이기도 한 이애숙(Cathy Lee)이 1978년 이 학교를 졸업한 바 있다.